# Чебан, Юрий Владимирович
Ю́рий Влади́мирович Че́бан (укр. Юрій Володимирович Чебан; род. 5 июля 1986, Одесса, УССР) — украинский каноист. Заслуженный мастер спорта. Двукратный олимпийский чемпион 2012 и 2016 годов. Защищал цвета Центрального спортивного клуба Вооруженных сил Украины. Первый тренер — Евгений Лесяк, с 2001 по 2016 годы тренировался у Вячеслава Михайловича Сорокина.

## Спортивная карьера
В 2003 году, несмотря на то, что он был моложе большинства своих соперников, Юрий Чебан завоевал серебряную медаль чемпионата мира среди юниоров в японском городе Комацу (каноэ-одиночка, 1000 м).
В 2004 году Юрий Чебан в 17-летнем возрасте впервые победил на взрослом Кубке Украины (С-1, 500 м). Он завоевал путевку на чемпионат Европы, где стал обладателем олимпийской лицензии, заняв шестое место. На летних Олимпийских играх 2004 выступал в каноэ-одиночке на дистанциях 500 и 1000 метров и остановился на полуфинальной стадии соревнований.
В 2005 году Чебан с Петром Круком выиграл на дистанции 1000 метров в каноэ-двойке на молодёжном чемпионате Европы в Пловдиве, там же они завоевали серебряную медаль на дистанции 500 м.
В июле 2006 года он завоевал бронзовую медаль на чемпионате Европы в Рачице. В следующем месяце он завоевал серебряную медаль на чемпионате мира в Сегеде в каноэ-одиночке на 500 метров.
На чемпионате мира в 2007 году на каноэ-одиночке, дистанция 200 м, завоевал 1-е место. На олимпийской дистанции 500 метров финишировал седьмым, что не позволило ему завоевать право участвовать на Олимпиаде в Пекине.
Олимпийскую лицензию Юрий Чебан завоевал, став бронзовым призёром чемпионата Европы, проходившем 15-18 мая в Милане.
На летних Олимпийских играх 2008 выступал в классе С-1 500 метров и С-1 1000 метров. На каноэ-одиночке на дистанции 500 метров показал результат 1.48,766 и завоевал бронзовую медаль.
11 августа 2012 Юрий Чебан на летних Олимпийских играх 2012 завоевал первое в истории Украины олимпийское «золото» в гребле на каноэ-одиночке на дистанции 200 м.
18 августа 2016 года Юрий Чебан на летних Олимпийских играх 2016 завоевал свое второе «золото» в гребле на каноэ-одиночке на своей коронной дистанции 200 м.
С 1 января 2017 года по 31 декабря 2021 года Юрий Чебан возглавлял сборную Украины по гребле на байдарках и каноэ.
В 2021 году сборная Украины по гребле на байдарках и каноэ была признана лучшей командой года по версии Ассоциации спортивных журналистов Украины.

## Достижения
Карьера спортсмена:
Олимпийский чемпион 2012 и 2016 годов (каноэ-одиночка, 200 м).
Бронзовый призёр Олимпийских игр 2008 года (каноэ-одиночка, 500 м).
Чемпион мира 2007 (каноэ-одиночка, 200 м), 2014 (каноэ-одиночка, 200 м; каноэ-одиночка).
Серебряный призёр чемпионата мира 2006 (каноэ-одиночка, 500 м), 2010 (каноэ-одиночка, эстафета 4×200 м).
Бронзовый призёр чемпионата мира 2010 (каноэ-одиночка, 200 м).
Серебряный призёр чемпионата Европы 2010 (каноэ-одиночка, 200 м).
Бронзовый призёр чемпионата Европы 2006 (каноэ-одиночка, 500 м), 2007 (каноэ-одиночка, 200 м), 2008 (каноэ-одиночка, 500 м), 2011 (каноэ-одиночка, 200 м).
Тренерская карьера:
Лучшие воспитанники (личный тренер):
- Анастасия Четверикова, серебряный призер Олимпийских игр-2020, чемпионка мира и Европы 2021 года (каноэ-двойка, 500 м), чемпионка Европы 2022 года (каноэ-двойка, 500 м), серебряный призер чемпионата мира (каноэ-двойка, 500 м), бронзовый призер чемпионата мира 2021 года (каноэ-четверка, 500 м), бронзовый призер чемпионата Европы 2021 года (каноэ-двойка, 200 м);
- Юлия Колесник, бронзовый призер чемпионата мира 2021 года;
- Ирина Федорив, чемпионка Европы среди молодежи 2024 года; 
– Юлиана Путнина, серебряный призер чемпионата Европы среди юниоров 2019 года.
В качестве тренера сборной Украины подготовил:
- экипаж Людмила Лузан/ Анастасия Четверикова (вместе с Николаем Мацапурой), ставший серебряным призером Олимпийских игр-2020, чемпионом мира и Европы 2021 года;
- экипаж женской каноэ-четверки, ставший бронзовым призером чемпионата мира 2021 года;
- экипаж мужской каноэ-четверки, ставший серебряным призером чемпионата Европы 2018 года, бронзовым призером чемпионата мира 2018 года;
- экипаж Юрий Вандюк/ Андрей Рыбачок, ставший серебряным призером Европейских игр 2019 года;
- экипаж Людмила Лузан/ Анастасия Четверикова, ставший чемпионом Европы среди молодежи 2019 года (каноэ-двойка, 500 м), серебряным призером чемпионата Европы среди молодежи 2019 года (каноэ-двойка, 200 м), бронзовым призером чемпионата Европы среди молодежи (каноэ-двойка, 500 м);
- чемпионок Европы среди молодежи Людмилу Лузан (2018, каноэ-одиночка, 500 м) и Анастасию Четверикову (2019, каноэ-одиночка, 500 м);
- бронзового призера чемпионата мира 2019 года Анастасию Четверикову (каноэ-одиночка, 500 м).

## Награды
- Орден «За мужество» III степени (2008)[6].
- Орден «За заслуги» ІІІ степени (2012)[7].
- Орден «За заслуги» ІІ степени (2016)[8].
- Заслуженный работник физической культуры и спорта Украины (2021)[9].

## Интересный факт
Двукратный олимпийский чемпион Чебан является единственным спортсменом в истории Игр, выигрывавшим соревнования в каноэ-одиночке на дистанции 200 метров .